# Hugo Sotil
Hugo Sotil (Ica, 18 de maio de 1949 – Lima, 30 de dezembro de 2024) foi um futebolista peruano, que atuava como avançado sendo considerado um dos melhores da história do seu país.
Ao lado de Teófilo Cubillas e Héctor Chumpitaz foram os melhores jogadores da geração de ouro do futebol peruano nos anos 70. Integrou a seleção peruana que ganhou a Copa América de 1975 e que chegou as quartas de final nas Copas do Mundo de 70 e 78.
"El Cholo" era um atacante rápido, habilidoso, de rápida finalização dentro da área, que não demorou em se tornar um dos melhores jogadores da América da década de 70. As duplas de ataque que formou ao lado de Cruyff no Barcelona e com Teófilo Cubillas no Alianza Lima e seleção peruana foram umas das melhores dos anos 70.
Hugo Sotil foi um dos esportistas mais populares de seu país, a ponto de em 1972 ser o protagonista de um filme dirigido por Bernardo Batievsky (seu grande admirador) chamado de "El Cholo".
Tem como time de coração o Deportivo Municipal, time que o revelou e teve duas passagens.
“Cholo” Sotil podia a gambetear a um exército dentro de uma telha do assoalho
Gerardo Barraza, Argentina Cronista

## Morte
Em 20 de dezembro de 2024, Sotil foi hospitalizado em Lima em tratamento intensivo após apresentar um problema de saúde. Ele morreu dez dias depois, em 30 de dezembro, aos 75 anos.